# Milnesium katarzynae
Milnesium katarzynae är en djurart som tillhör fylumet trögkrypare, och som beskrevs av Kaczmarek, Michalczyk och Clark Beasley 2004. Milnesium katarzynae ingår i släktet Milnesium och familjen Milnesiidae. Inga underarter finns listade i Catalogue of Life.